# Salam alejkum

(As-)salámu alajkum (arab. ٱلسَّلَامُ عَلَيْكُمْ as-salāmu ʿalaykum, člen as se někdy vynechává – méně formální forma pozdravu pak zní as-salám nebo jen salām (salam)) je běžný uvítací pozdrav v muslimských zemích, většinou překládaný jako „mír na vás / s vámi“.
Tradiční odpověď je wa alajkum salám („i na vás mír“, arabsky وَعَلَيْكُمُ ٱلسَّلَامُ wa-ʿalaykumu s-salām).
As-salám je také jedním z 99 jmen Boha, kde salám znamená mír, pokoj.
Obdobný pozdrav existuje i v hebrejštině šalom alejchem a v katolické liturgii. Od kořene s-l-m znamenajícího v hebrejštině i arabštině 'mír' jsou odvozena též hebrejská jména Salome a Šalamoun/Šalomoun, jemuž odpovídá arabské Sulejman.